# Cooköarnas damlandslag i fotboll
Cooköarnas damlandslag i fotboll representerar Cooköarna i fotboll på damsidan. Dess förbund är Cook Islands Football Association.